# József Csuhay
Dans le nom hongrois Csuhay József, le nom de famille précède le prénom, mais cet article utilise l’ordre habituel en français József Csuhay, où le prénom précède le nom.
József Csuhay (né le 12 juillet 1957 à Eger en Hongrie) est un joueur de football international hongrois, qui évoluait au poste de défenseur, avant de devenir entraîneur.

## Biographie

### Carrière de joueur

#### Carrière en sélection
Avec l'équipe de Hongrie, il joue 11 matchs (pour aucun but inscrit) entre 1983 et 1988. 
Il joue son premier match le 26 octobre 1983 contre la Grèce et son dernier le 11 décembre 1988 face à Malte.
Il figure dans le groupe des sélectionnés lors des Coupes du monde de 1982 et de 1986 (sans jouer de match).
Il joue deux matchs comptant pour les qualifications des Coupes du monde 1986 et 1990.

## Palmarès
| Videoton - Coupe de Hongrie : - Finaliste : 1981-82. - Coupe UEFA : - Finaliste : 1984-85. |  | Budapest Honvéd - Championnat de Hongrie (2) : - Champion : 1987-88 et 1988-89. - Coupe de Hongrie (1) : - Vainqueur : 1988-89. |